# Privata dokument från Nazityskland

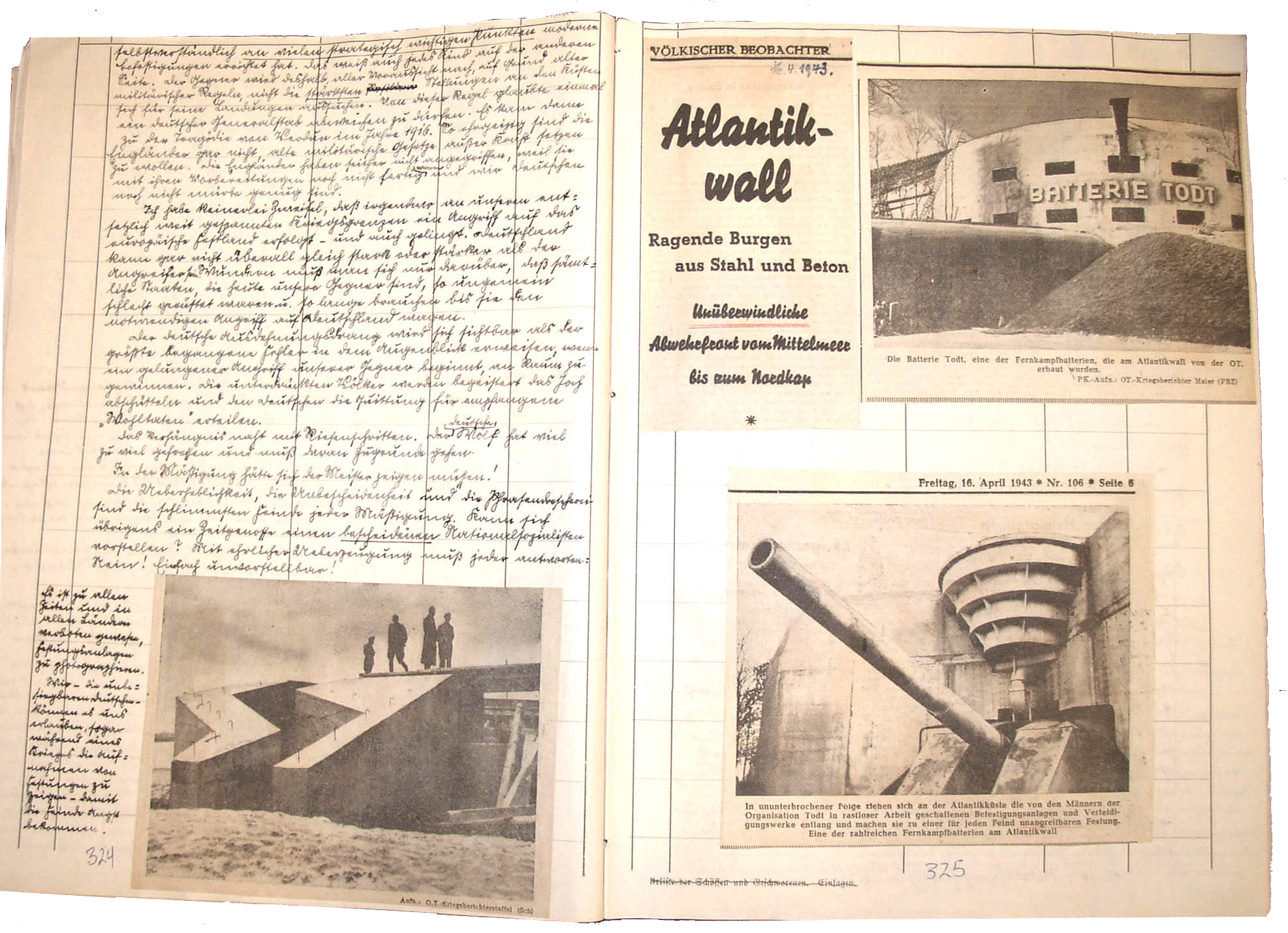
25 april 1941, ur Friedrich Kellners dagböcker 1939-1945.

En lista över privata och inofficiella dokument från Nazityskland; dagböcker, brev, anteckningar och fotoalbum som nedtecknats och sammanställs under åren 1933 till 1945. (Listan innehåller följaktligen inte ögonvittnesskildringar och memoarer som skrivits efter 1945 eller dokument och skrivelser från statliga organ och offentliga myndigheter.) Dokumenten som nämns nedan finns mer eller mindre tillgängliga för den vanlige läsaren på svenska, engelska eller tyska.
I historieforskning ingår denna typ av dokument i vad som kallas primära källor. Det är källmaterial som har kommit till under den aktuella epoken, som alltså inte har skrivits eller skapats senare. När man tar del av en källa bör man ställa sig frågorna: Vem har gjort den? Vad är det? När gjordes den? Var gjordes den? Varför gjordes den? Hur används den?

## Dagböcker

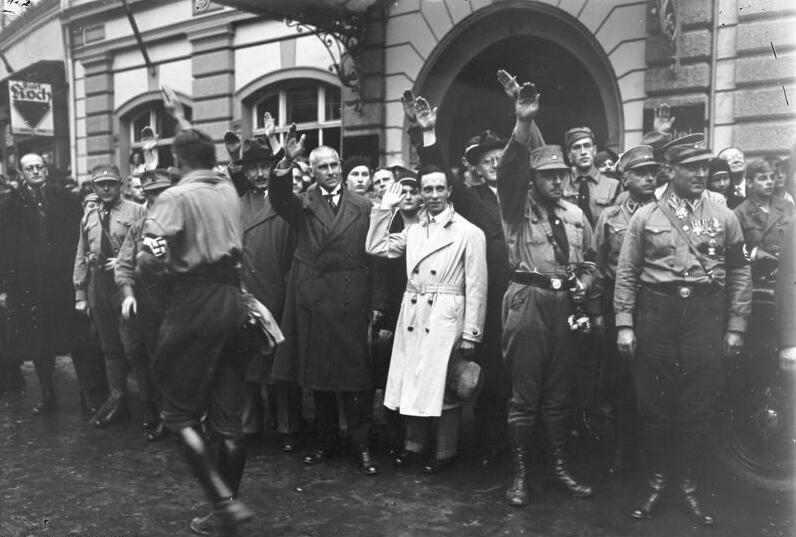
Joseph Goebbels i mitten i ljus rock, Weimar 1930.

Dagböcker 1923-1945, Joseph Goebbels. Länge trodde man att propagandaminister Joseph Goebbels dagböcker hade förstörts under andra världskriget men 1992 påträffades mikrofilmer av dem i sovjetiska arkiv i Moskva. Dagböckerna gavs ut i Tyskland 1993-2008 i 28 delar. Vissa utvalda delar finns även utgivna i engelsk översättning.
- Final Entries 1945: The Diaries of Joseph Goebbels, edited by Hugh Trevor-Roper. Pen and Sword, 2008, ISBN 1-844-15646-X.

Dagböcker 1933–1935, Erich Ebermayer. Ebermayer var en känd tysk roman-, pjäs- och manusförfattare. Hans dagböcker från de första åren av Hitlers regim gavs ut i Tyskland 1959.
- Denn heute gehört uns Deutschland... - Persönliches und politisches Tagebuch - Von der Machtergreifung bis zum 31. Dezember 1935, Erich Ebermayer, Zsolnay Hamburg 1959, ASIN: B004EJRNB2

Dagbok från Berlin 1934-1941, William L. Shirer. Shirer var en amerikansk journalist som arbetade som radioreporter för CBS i Berlin mellan 1934 och december 1940. Hans dagböcker gavs ut i USA 1941. Efter kriget blev Shirer känd som historiker, bland annat genom boken Det tredje rikets uppgång och fall från 1960.
- Dagbok från Berlin: en radioreporters anteckningar och kommentarer 1934-1941, William L. Shirer, översättning av Barbro Alving och Alf Ahlberg, Stockholm, Natur och kultur, 1941

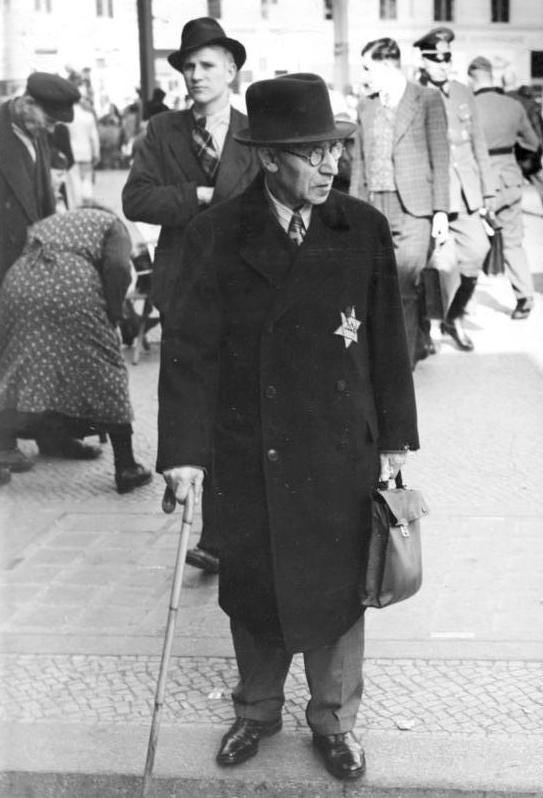
Man med "Judestjärna", Berlin 1941.

Dagbok 1933–1945, Victor Klemperer. Victor Klemperer var tysk litteraturprofessor. Som jude gift med en icke-judisk tysk kvinna undkom han koncentrationsläger men utsattes för alla de lagar och restriktioner som Tredje Rikets judar tvingades leva under. 1935 förlorade han sitt arbete vid Dresdens universitet, 1940 tvingades paret lämna sin villa och flytta till ett hyreshus avsett för judar, ett så kallat Judenhaus. I februari 1945 skulle Victor Klemperer slutligen deporteras till koncentrationsläger men de allierades bombningar av staden ledde till att paret Klemperer lyckades fly. Hans dagböcker gavs ut i Tyskland 1995 och i Sverige 1999. Klemperer skrev även en bok om nazisternas språkbruk: LTI (Lingua Tertii Imperii), Tredje rikets språk.
- Intill slutet vill jag vittna; dagböcker 1933-1945, Victor Klemperer, Stockholm: Norstedt, 1999, 2 vol. ISBN 91-1-300557-X .

Lina Haags minnesanteckningar 1933 -1945. Lina Haag var kommunist och gift med en kommunistisk politiker, Alfred Haag. Efter nazisternas maktövertagande 1933 arresterades de, sattes i fängelse och överfördes senare till koncentrationsläger. Lina frigavs 1938. Efter frigivningen gjorde hon allt som var möjligt för att även få sin man fri. 1940 lyckades hon få audiens hos Himmler som beviljade Alfred Haags frigivning från Mathausen. Men Alfred Haag blev snart inkallad och sänd till östfronten. Lina och dottern levde i Berlin tills deras hus bombades och Lina blev förflyttad till sydtyskland för att arbeta på sjukhus. Det var här hon skrev sina minnesanteckningar i form av ett långt brev till Alfred. Familjen Haag överlevde kriget.
- How Long the Night, Lina Haag, Victor Gollancz Ltd; Left Book Club Edition edition, 1948, ASIN: B00289X4FO
- Eine Hand voll Staub: Widerstand einer Frau 1933 – 1945, Lina Haag, Tübingen, Silberburg-Verl., 2004, ISBN 3-87407-581-8

Dagböcker 1938-1942, Ruth Maier. Ruth Maier var judinna från Wien. Efter tyskarnas annektering av Österrike flydde hon till Norge, 18 år gammal. 1940 ockuperades Norge av Nazityskland och Ruths situation blev åter osäker. Två år senare, den 26 november 1942, arresterades hon och deporterades till Auschwitz där hon fördes direkt till gaskamrarna. Hennes dagböcker bevarades av hennes vän poeten Gunvor Hofmo. De gavs ut i Norge 2007 och i Sverige 2009.
- Ruth Maiers dagbok : ett judiskt kvinnoöde, sammanställd av Jan Erik Vold. Stockholm, Norstedt, 2009, ISBN 978-91-1-301950-5

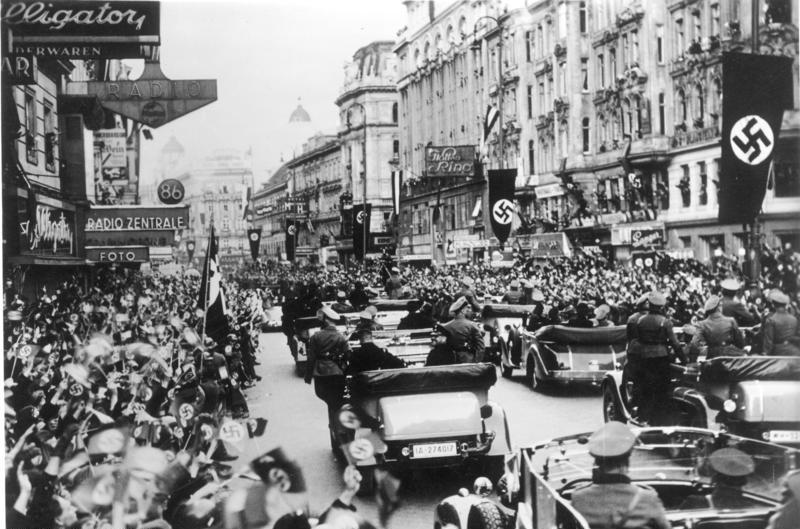
Anschluss - Nazityskland annekterar Österrike 12 mars 1938. Hitler och nazistofficerare åker genom Wien.

Dagböcker 1938-1946, Therese Lindenberg. Österrikiskan Therese Lindenberg var gift med en judisk man och började skriva dagbok när Österrike annekterades av Nazityskland 1938. Hennes dagbok ger en överväldigande inblick i det dagliga livet och de känslomässiga påfrestningar hon genomlevde under dessa år. Hon pressades att skiljas från sin man – men vägrade. Dagböckerna gavs ut i Tyskland 2010.
- Apokalyptische Jahre: Die Tagebücher der Therese Lindenberg 1938 bis 1946: Herausgegeben von Christa Hämmerle und Li Gerhalter unter Mitarbeit von Ingrid Brommer und Christine Karner: L'Homme Archiv 2, Böhlau verlag, 2010, ISBN 3412201588

Krigsdagbok 1939-1942, Franz Halder. Den tyske generalen Franz Halder var chef för tyska armén under krigets första år 1938 – 1942.  Halder var kritisk till Hitlers strategi för kriget på östfronten vilket ledde till att han avskedades 1942. 
- The Halder War Diary 1939-1942, edited by Burdick & Jacobsen, New York, Presidio Press., 1988, ISBN 0-89141-302-2.

Dagbok från Warszawas getto 1939–1942, Adam Czerniaków. Czerniaków var ordförande för juderådet i Warszawas getto. I sin dagbok redogör han dag för dag för vad som sker i gettot och om sina plågsamma förhandlingar med de nazistiska SS-officerarna. Czerniaków tog sitt liv den 23 juli 1942 då SS påbörjade deportationen av gettoinvånarna till förintelselägret Treblinka.
- The Warsaw diary of Adam Czerniakow, edited by Raul Hilberg, New York: Stein and Day, 1979, ISBN 0-8128-2523-3

Dagbok från Vilnius getto och arbetslägren Klooga och Lagedi 1939 -1944 av Herman Kruk. Den polsk-judiske bibliotekarien Herman Kruk levde efter tyskarnas ockupation av Baltikum internerad i Vilnius getto och därefter i arbetsläger i Estland. Han sköts till döds vid en massavrättning av judar i Lagedi den 18 september 1944, endast en dag innan Röda armén befriade lägret. Delar av Kruks dagbok upptäcktes  i en källare i ruinerna av Vilnius getto i juli 1944 av partisaner.  De sista anteckningarna, från Lagedi, omhändertogs av en medfånge som lyckats fly massavrättningen och överlevt. Dagboken var skriven på jiddisch och publicerades 1961. En engelsk översättning  gavs ut  2002.
- The Last Days of the Jerusalem of Lithuania: Chronicles from the Vilna Ghetto and the Camps, 1939-1944, Yale University Press, 2002. ISBN 978-0300044942

Heinrich Himmlers tjänstekalender 1941/42. Kalendern ger en inblick i Reichsführer-SS Heinrich Himmlers möten, konferenser och tal. I dokumentet återfinns viktiga pusselbitar till förståelsen av hur den paneuropeiska Förintelsen utvecklades.
- Der Dienstkalender Heinrich Himmlers 1941/42, Heinrich Himmler, utgiven av Peter Witte. Hamburg: Christians 1999. ISBN 3-7672-1329-X

Dagböcker 1941-43, Etty Hillesum. Etty Hillesum var en ung judinna från Amsterdam som avled i Auschwitz 1943. I hennes bevarade dagböcker kan man följa hur olika antijudiska förordningarna påverkar hennes och andra judars liv. Etty hade en tid en tjänst vid judiska rådet (Judenrat), vars verksamhet hon var kritisk till. Därefter arbetade hon med socialt hjälparbete i transitlägret Westerbork. Trots att hon råddes att gömma sig undan nazisterna fortsatte hon sitt arbete därför att hon ville ”dela sitt folks öde”. Hennes dagböcker och brev har bevarats och gavs ut i Nederländerna 1981 och i Sverige 1983.
- Det förstörda livet: dagböcker 1941-43, Etty Hillesum, Stockholm, Norstedt, 1983, ISBN 91-1-833122-X

Dagböcker 1939-1945, Friedrich Kellner. Friedrich Kellner var socialdemokrat och motståndare till Hitlerregimen. Under kriget arbetade  han som tingsnotarie i Laubach i Hessen. Så gott som dagligen antecknar han i sin dagbok var som sker i landet och kommenterar den nazistiska propagandan. I dagboken finns bland annat en mängd tidningsurklipp inklistrade. Han började skriva sin dagbok i september 1939, när Tyskland invaderar Polen, med syftet att göra en dokumentation för eftervärlden. Dagböckerna gavs i Tyskland 2011.
- Vernebelt, verdunkelt sind alle Hirne, Tagebücher 1939-1945, Friedrich Kellner, Wallstein, 2011, ISBN 3835306367,

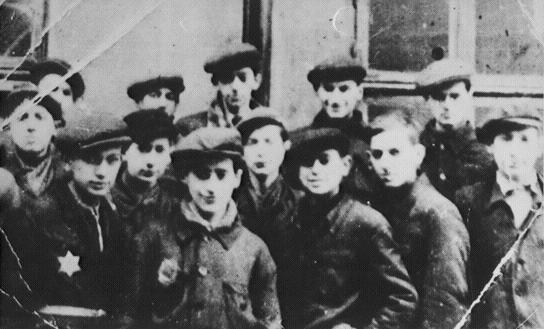
En grupp pojkar anställda vid en elektrisk verkstad i Lodz getto.

Dagbok från Lodz getto 1939–1943, David Sierakowiak. David Sierakowiak var en polsk ung man som femton år gammal blir internerad i Lodz getto tillsammans med 160 000 andra judar. Hans dagbok beskriver det hårda och fattiga livet i gettot där han tillbringade sina sista år. På våren 1943 avlider han i tyfus, nitton år gammal. 
- The Diary of Dawid Sierakowiak: Five Notebooks from the Lodz Ghetto, Oxford University Press, 1998. ISBN 0-19-512285-2

Anne Franks dagbok 1942–1944. Anne Frank var en tolvårig tysk-holländsk judinna som förde dagbok under de två år familjen levde gömd i en lägenhet i Amsterdam. 1944 avslöjades familjens gömställe och de deporterades till koncentrationsläger i Tyskland. Anne Frank avled i Bergen-Belsen 1945. Dagboken gavs ut första gången 1947 och blev genast mycket uppmärksammad. Snart framkom dock att dagboken redigerats och ”censurerats”  av Annes far Otto Frank. 1952 gavs den fullständiga dagboken ut på engelska. 
- Anne Franks dagbok: den oavkortade originalutgåvan: anteckningar från gömstället 12 juni 1942 - 1 augusti 1944, Anne Frank, Stockholm : Norstedt, 2005, ISBN 91-1-301402-1

Dagböcker från ockupationsåren, 1939 - 1944, Zygmunt Klukowski. Klukowski  var en polsk läkare och historiker som bodde större delen av sitt liv i staden Szczebrzeszyn i sydöstra Polen, i det område som under ockupationen kallades tyska Generalguvernementet. I dagböckerna återfinns bland annat en fasansfull personlig redogörelse för tvångsevakueringen av den polska befolkningen i regionen Zamość som genomfördes av nazisterna 1942.  
- Diary from the Years of Occupation, Zygmunt Klukowski: University of Illinois Press, 1993, ISBN 0252019601

Dr Kremers dagbok 1940-1945. Johann Kremer, tysk läkare och kirurg, som från 1942 var lägerläkare i Auschwitz. Hans dagbok är anmärkningsvärd dels för att den nämner gasningen av lägerfångar, dels för sin blandning av anteckningar om arbetet i lägret och dagbokstrivialia som beskrivningar av luncher, vad han ätit, filmer han sett och liknande. Dagboken finns inte utgiven men brottstycken ingår i flera verk om Nazityskland och Förintelsen.
- Ingår bland annat i: Fritz Bauer Institut und Staatliches Museum Auschwitz-Birkenau (Hrsg.): Der Auschwitz Prozess: Tonbandmitschnitte, Protokolle und Dokumente. 2. Aufl. 2004. ISBN 3-89853-501-0, unter: Ausgewählte Beweismittel als Tagebuch von Johannes Paul Kremer (1940/1945) S. 138.

Frontdagbok från Stalingrad, december 1942 – januari 1943, Erich Weinert. Weinert, tysk kommunist, gick i exil när Hitler kom till makten 1933. Han deltog i Spanska inbördeskriget och levde sedan i Sovjet. Weinert var poet och författade bland annat flygblad som den ryska propagandaavdelningen spred till tyska soldater. Under slaget vid Stalingrad skrev han en dagbok som publicerades på tyska i Moskva redan 1944. Samma år gavs den ut på engelska i London. Den finns idag tillgänglig på webbsidan marxists.org (se nedan).
- Stalingrad diary (Fronttagebuch eines Deutschen), Erich Weinert,  I. N. G. Publications, London, 1944
- Boken på marxists.org [1]

Petter Moens dagbok 1944. Den norska motståndsmannen Petter Moen blev arresterad av tyskarna 1944 och internerades i ett fängelse i Oslo. Under sina sju månader i fängelset skrev han dagbok genom att sticka hål i toalettpapper. Sammanlagt skrev han 1 400 ark som han gömde i en luftventil. Under deportationen till Tyskland i september sprängdes det fångfartyg han befann sig på av en mina. Hans dagbok gavs ut i Norge 1949.
- Petter Moens dagbok, Stockholm : Forum, 1950

Tyska kvinnor tvättar kläder i ett sönderbombat Berlin sommaren 1945.

En Hitlerpojkes dagbok 1943-1945, Reinhard Gröper. Gröper är en tysk författare som var fyra år när Hitler kom till makten 1933. Tio år senare bestämmer han sig för att skriva dagbok. Andra världskriget rasar, nazistpropagandan hårdnar och Reinhards anteckningar visar hur effektiv den var på en politiskt okunnig tonåring. 
- Erhoffter Jubel über den Endsieg: Tagebuch eines Hitlerjungen 1943-1945, Sigmaringen, Thorbecke. 1996/2000. ISBN 978-3799523103

Dagbok, Berlin april – juni 1945. Denna dagbok skriven av en anonym kvinna har getts ut under titeln ”En kvinna i Berlin”(Eine Frau in Berlin). Från den 20 april till den 22 juni 1945 antecknar hon i en dagbok och på papperslappar vad som sker med henne och hennes grannar i det hyreshus i Berlin dit hon tagit sin tillflykt. Deras umbärande under de allierades bombningar och den, framförallt för kvinnor, skyddslösa tillvaron efter de ryska truppernas intåg beskrivs osentimentalt. Dagboken publicerades första gången 1954 i engelsk översättning. En utgåva på tyska kom 1959,  då blev det också känt att dagbokens anonyma upphovskvinna var Marta Hillers, en tysk journalist. Boken gavs ut på svenska 1955 och i nyutgåva 2005 med författarnamnet Anonym.
- En kvinna i Berlin, dagboksanteckningar från den 20 april till den 22 juni 1945, Anonym, Stockholm : Forum, 2005 ISBN 91-37-12608-3

## Brev
Tyska folkets brev till Hitler. Tusentals brev till Hitler arkiverades i hans privatarkiv och i riksarkivet. Efter kriget fördes de, tillsammans med andra dokument, av ryssarna till det sovjetiska Försvarsministeriets arkiv. Där har de legat och samlat damm tills den tyske historikern Henrik Eberle 2005 började sortera i brevhögen. Två år senare gav han ut breven i en bok där man kan läsa av mentaliteten i nazityskland och hur känslorna för Hitler förändrades under årens gång.
- Briefe an Hitler: Ein Volk schreibt seinem Führer. Unbekannte Dokumente aus Moskauer Archiven, Henrik Eberle, Bastei Lübbe, 2007, ISBN 3785723105

Brev från lägerfångar 1940 -1945. Brev som skrevs av lägerfångar eller till lägerfångar måste följa vissa regler, till exempel vara skrivna på tyska. De genomgick också en hård censur av SS-personalen. Judar var förbjudna att skriva och ta emot brev. 77 brev av och till lägerfångar från Östeuropa har getts ut i en bok av Richard S. Geehr.
- Letters from the doomed: concentration camp correspondence 1940-1945, edited by Richard S. Geehr, University Press of America, 1991, ISBN 0819184144

Martin Bormanns privata korrespondens med sin fru, januari 1943 till april 1945. Brevväxlingen mellan Martin Bormann, nazistpartiets kanslichef och Hitlers privatsekreterare, och hans fru Gerda under krigets sista år uppvisar en blandning av familjeidyll, sentimentalitet, hänsynslöshet och nazistisk mystik. Breven kastar också ett visst ljus över personer i partiets inre krets.
- The Bormann letters: the private correspondence between Martin Bormann and his wife from January 1943 to April 1945, edited by Hugh Trevor-Roper, Weidenfeld & Nicolson, London 1954

## Anteckningar och rapporter

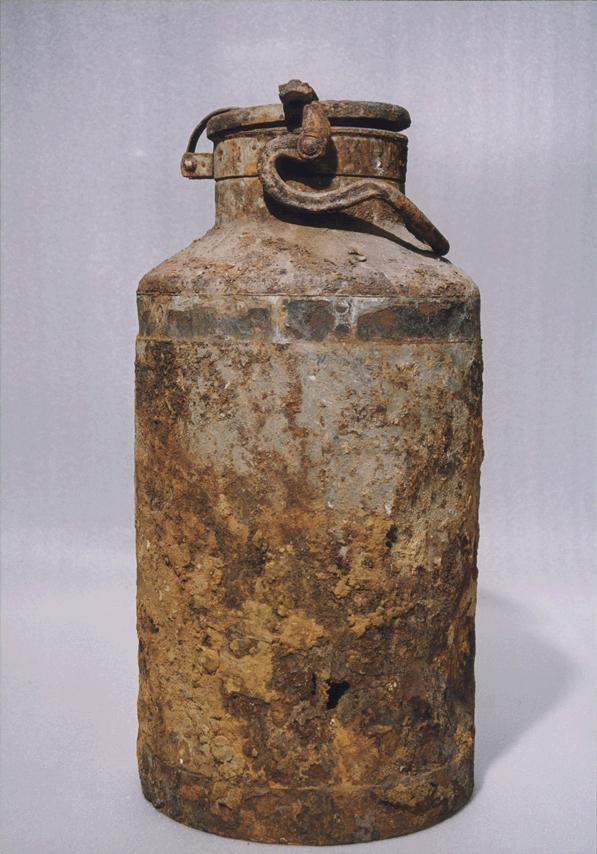
En av de mjölkkannor Ringelblumarkivet gömdes i.

Ringelblumarkivet 1939 - 1943, Den polsk-judiske historikern och socialt engagerade Emanuel Ringelblum startade i Warszawas getto organisationen Oyneg Shabbos med syfte att för eftervärlden dokumentera livet i gettot. Tillsammans med en handfull medarbetare samlade han in anteckningar, rapporter, essäer, teckningar, tidningar, affischer, matkuponger och andra föremål i ett arkiv. När gettot skulle likvideras 1943 gömde Oyneg Shabbos de omkring 1 680 föremålen (25 000 sidor) i två mjölkkannor och tio plåtlådor som grävdes ner på olika ställen i gettot. Plåtlådorna återfanns 1946 och mjölkkannorna 1950. Arkivet utgör idag ett av Unescos kulturella världsarv.
I Ringelblumarkivet finns bland annat Grojanowskirapporten från 1942 av Szlamek Bajler skriven under pseudonymen Jacob Grojanowski. Bajler lyckades fly från förintelselägret Chełmno och tog sig till Warszawas getto där han lämnade en rapport till Oyneg Shabbos.I rapporten beskriver han de vidriga förhållandena i lägret och de mord på judar och romer genom gasning i bilar som han bevittnat. Grojanowskirapporten sändes till den polska exilregeringen i London.
- The Warsaw Ghetto Oyneg Shabes-Ringelblum Archive: Catalog and Guide, edited by Epsztein & Shapiro, Indiana University Press,2009, ISBN 0253353270, ISBN 978-0253353276
- Ringelblumarkivet på Unescos hemsida [2]

Witolds rapport om Auschwitz. Den polske soldaten Witold Pilecki var medlem i den underjordiska polska armén Tajna Armia Polska. Under falsk namn lät han sig bli internerad i Auschwitz med syfte att samla information och starta en motståndsgrupp. Från och med november 1940 fördes rapporter ut till den polska motståndsrörelsen. Året efter började man vidarebefordra information till exilregeringen i London och de allierade. 1943 lyckades Pilecki fly och sammanställde därefter en lång rapport om Auschwitz. Rapporten innehåller beskrivningar av selektionerna, gaskamrarna, krematorierna och experiment med sterilisering. 
- Rapporten på engelska på Witolds report blog[3]

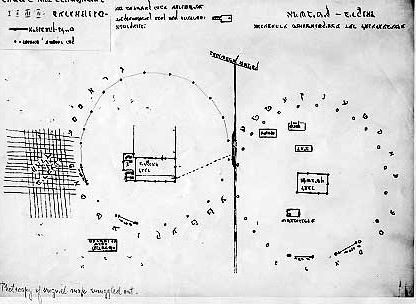
Karta ur Vrba-Wetzlerrapporten över "Stora bevakningszonen för lägren Auschwitz och Birkenau". Texten är på hebreiska..

Vrba-Wetzlerrapporten, Två slovakiska fångar i Auschwitz, Rudolf Vrba och Alfréd Wetzler, flydde från lägret den 10 april 1944. När de kom till Slovakien kontaktade de det judiska rådet (Judenrat) i Bratislava och nedtecknade en 32-sidig rapport om förintelselägret. I juni 1944 fördes rapporten vidare till judiska rådet i Budapest och de ungerska myndigheterna. Rapporten nådde också, via Valdemar Langlet, utrikesdepartementet i Stockholm. Den spreds även till andra länder och en mängd internationella skrivelser sändes till den ungerske riksföreståndaren Miklós Horthy med uppmaningen att skydda ungerska judar från deportation till koncentrationsläger. 
- Vrba-Wetzlerrapporten finns i svensk översättning i Räddningen Budapest 1944 - Judarna ska deporteras. De svenska hjälpinsatserna, rapporter ur UD:s arkiv, Fischer & Co, Stockholm 1997, ISBN 91-7054-856-0
- Rapporten finns på engelska på Holocaust Research Projects hemsida.

Rapport om koncentrationslägret Monowitz, Auschwitz III, januari 1945, av Primo Levi och Dr Leonardo De Benedetti. Levi och De Bendetti befriades tillsammans med de andra kvarvarande lägerfångarna i Auschwitz av de sovjetiska trupperna i början av 1945. De skrev då, på ryssarnas förfrågan, en rapport om de medicinska och sanitära förhållandena i läger III Monowitz. 1946 publicerade de en redigerad version av rapporten i den italienska medicinska tidskriften Minerva Medica. Rapporten gavs ut på engelska 2006.
- Auschwitz Report, Primo Levi & Leonardo De Benedetti, Verso, London 2006. ISBN 1-84467-092-9

"In memoriam 20. Juli" av Marion Gräfin Dönhoff. Grevinnan Dönhoff, professor i ekonomi och journalist, var motståndare till Hitlerregimen. Hon förekom i kretsen kring de som genomförde det misslyckade attentatet mot Hitler den 20 juli 1944.
”Omedelbart efter kriget sommaren 1945 författade jag en skrift med titeln "In memoriam 20 juli" eftersom jag trodde att den stränga sekretess som måste praktiseras i kretsen av konspiratörerna, gjorde att det kanske i vissa familjer inte blev känt vad deras, såsom förrädare förtalade, anhöriga verkligen gjorde och varför de gjorde det. Texten - det var den första text om 20 juli-attentatet som förelåg i Tyskland - trycktes i 300 exemplar.” förklarar Marion Gräfin Dönhoff i en artikel i Die Zeit 1998.
Var originaltexten finns är oklart, en troligen bearbetad version finns i boken:
- Um der Ehre willen: Erinnerungen an die Freunde vom 20. juli, Marion Gräfin Dönhoff, Siedler Verlag; Auflage: 5 , 1994, ISBN 3886805328

## Fotoalbum

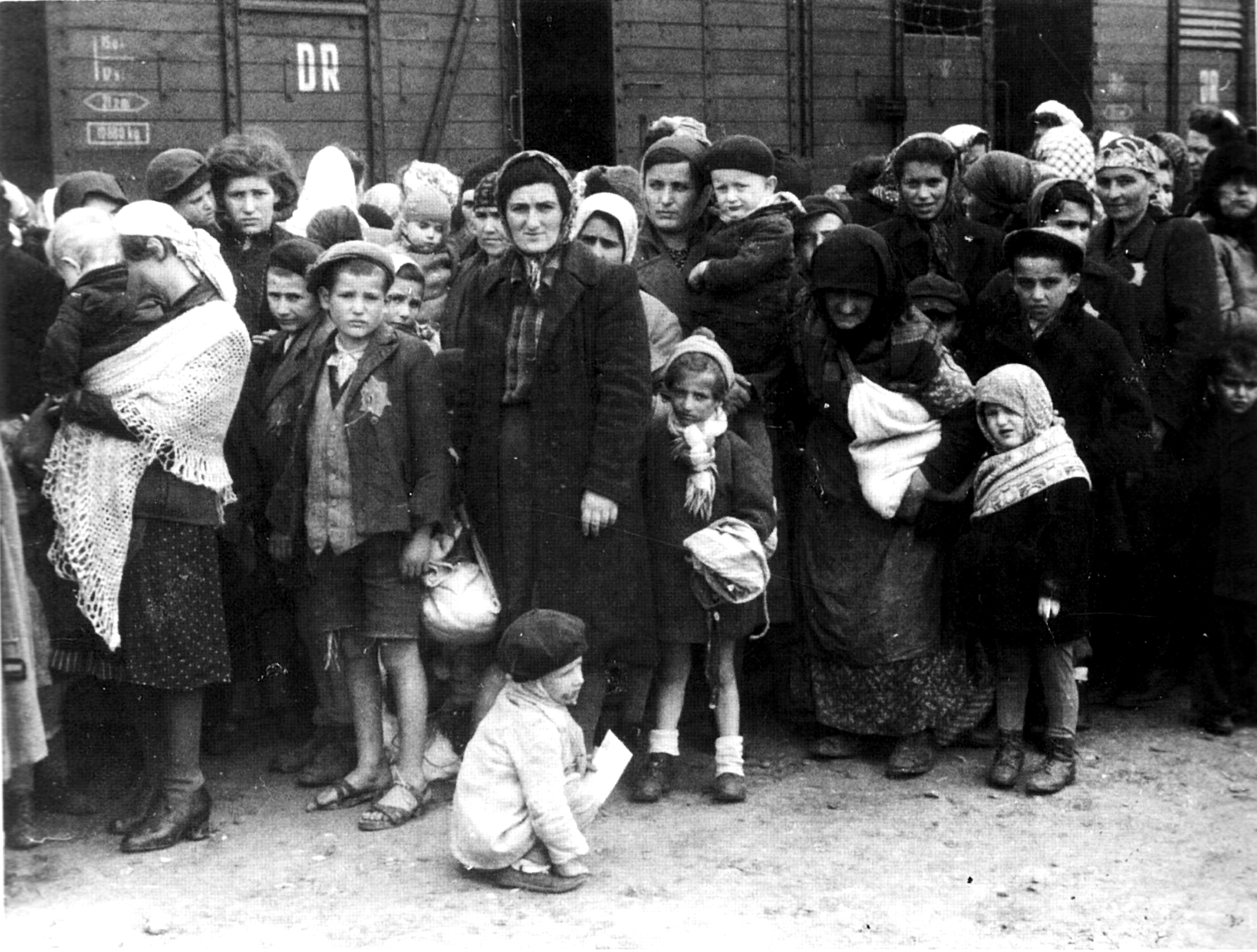
Ett foto ur Auschwitzalbumet.

Auschwitzalbumet är unikt. Det består av 56 sidor med 193 fotografier från 1944 då de ungerska judarna kom till Auschwitz. Fotografierna visar allt utom dödandet; den enorma mängden människor som anlänt, framförallt kvinnor, barn och åldringar; hur de separeras vid selektionen; kvinnor i led med rakade huvuden; hur kappsäckar och klädbylten sorteras av fångar under SS-personalens uppsikt… 
Fotografierna togs av två SS-män. Med vilket syfte de sammanställde albumet vet man inte. Vid krigsslutet hittade Lilly Jacob, en ungersk judinna, albumet i en övergiven  SS-barack i koncentrationslägret Mittelbau-Dora. På bilder i albumet fann hon släktingar och vänner. Lilly Jacob behöll albumet. 1980 donerade hon det till Yad Vashem i Israel.
- Delar av albumet finns på Yad Vashems hemsida [5]

Höckeralbumet 1944. Detta fotoalbum utgör en märklig kontrast till Lilly Jacobs Auschwitzalbum. Höckeralbumet är sammanställt av SS-officeren Karl Höcker som var stationerad i Auschwitz under sju månader fram till lägrets evakuering i januari 1945. Albumet innehåller bilder från besök av höga SS-officerare, en kavalkad av foton från den kvinnliga och manliga lägerpersonalens fritidsaktiviteter i Solahütte, soldaternas skjutövningar, en militärbegravning, bilder av julgranen som tänds. Det finns inte en bild som uppenbarar att de befinner sig i koncentrationslägret Auschwitz. Bland de som identifierats på fotografierna finns lägerkommendanterna Richard Baer, Rudolf Höss och Josef Kramer, lägerläkaren Josef Mengele samt SS-officerarna  Walter Schmidetzki och Anton Thumann.
- Albumet på United States Holocaust Memorial Museums hemsida [6]